# Itame colata
Itame colata là một loài bướm đêm trong họ Geometridae.